# Saorge
Saorge település Franciaországban, Alpes-Maritimes megyében. Lakosainak száma 432 fő (2022. január 1.). Saorge Belvédère, La Bollène-Vésubie, Breil-sur-Roya, Fontan, La Brigue, Tende, Pigna, Rocchetta Nervina és Triora községekkel határos.

## Népesség
A település népessége az elmúlt években az alábbi módon változott:
| Lakosok száma | 508  | 322  | 362  | 431  | 442  | 455  | 459  | 458  | 449  | 432  |
|               | 1968 | 1982 | 1990 | 2006 | 2013 | 2015 | 2017 | 2019 | 2020 | 2022 |